# Тонкинская гигантская телодерма
Тонкинская гигантская телодерма (лат. Theloderma corticale) — вид бесхвостых земноводных семейства веслоногие лягушки (Rhacophoridae), обитающий в горных дождевых лесах юго-восточной Азии

## Внешний вид
Наблюдается половой диморфизм — самки крупнее самцов. Так, общая длина тела самцов достигает 67—76 мм, в то время как самок — 68—74 мм. Всё тело покрыто пузырьками и шипиками, благодаря чему поверхность лягушки напоминает кустики мха. Окраска состоит из зелёных и тёмных, почти чёрных широких поперечных полос, расположенных поочередно. Морда немного уплощённая, вытянутая и закруглённая на конце. На концах пальцев всех лап заметны развитые круглые присоски. Плавательная перепонка имеется только на задних лапах, она небольшая, достигает только середины пальцев.

## Распространение
Достоверно известен только из Вьетнама, но может обитать и в приграничных районах Лаоса и Китая (Юньнань и Гуанси). Во Вьетнаме обитает в северных и центральных частях страны от границы с Китаем до провинции Куангнам. Занимает высоты от 300 до 1500 м над уровнем моря.

## Образ жизни
Населяет горные дождевые леса, где подбирают себе дупла деревьев и небольшие известняковые и, реже, гранитно-базальтовые пещеры, а также искусственные сооружения, частично заполненные водой, такие как фундаменты заброшенных домов, бетонные колодцы и другие предметы. Большую часть жизни проводит в убежищах, прячась в иле и листовом опаде. Выбираются из своих убежищ они лишь дождливыми ночами, не отходя от своих домов более чем на 1—2 м. В это время они охотятся на насекомых, прячась среди мхов и лишайников, которые покрывают скалы и стволы деревьев. Питается насекомыми, прежде всего сверчками, саранчой, тараканами, червями, бабочками, мухами.

### Размножение и развитие
Сезон размножения длится с марта по октябрь. В это время каждые 10—25 дней самка откладывает яйца порциями от 1 до 20—30 (максимум 70) и диаметром 4 мм. Кладки располагаются в 4—5 (иногда до 15) см от кромки воды на коре, корягах или стенках террариума (при искусственном содержании). Яйца в кладках лежат отдельно друг от друга. Развитие яйца длится 13—15 дней. При этом за 3—4 дня до вылупления головастики становятся чёрными. После вылупления они не питаются в течение трёх дней. Через 60 дней у личинок появляются задние конечности, а через 70—75 дней — и передние. Через 90—100 дней и происходит метаморфоз. Длина метаморфа достигает 2—2,5 см. Иногда у головастиков наблюдается неотения, и метаморфоз происходит только через 6 месяцев, когда они достигают длины 10,5 см.

## Отношения с человеком

### Природоохранный статус
Вид относительно широко распространён, из-за чего Международный союз охраны природы присудил ему статус «вида, вызывающего наименьшие опасения». Тем не менее угрозу виду может представлять деградация местообитаний вследствие использования их для сельского хозяйства.

### Содержание в неволе
Благодаря привлекательному внешнему виду тонкинская гигантская телодерма высоко востребована среди террариумистов. Кроме того, вид содержится во многих зоопарках.